# 八代市立泉第三小学校

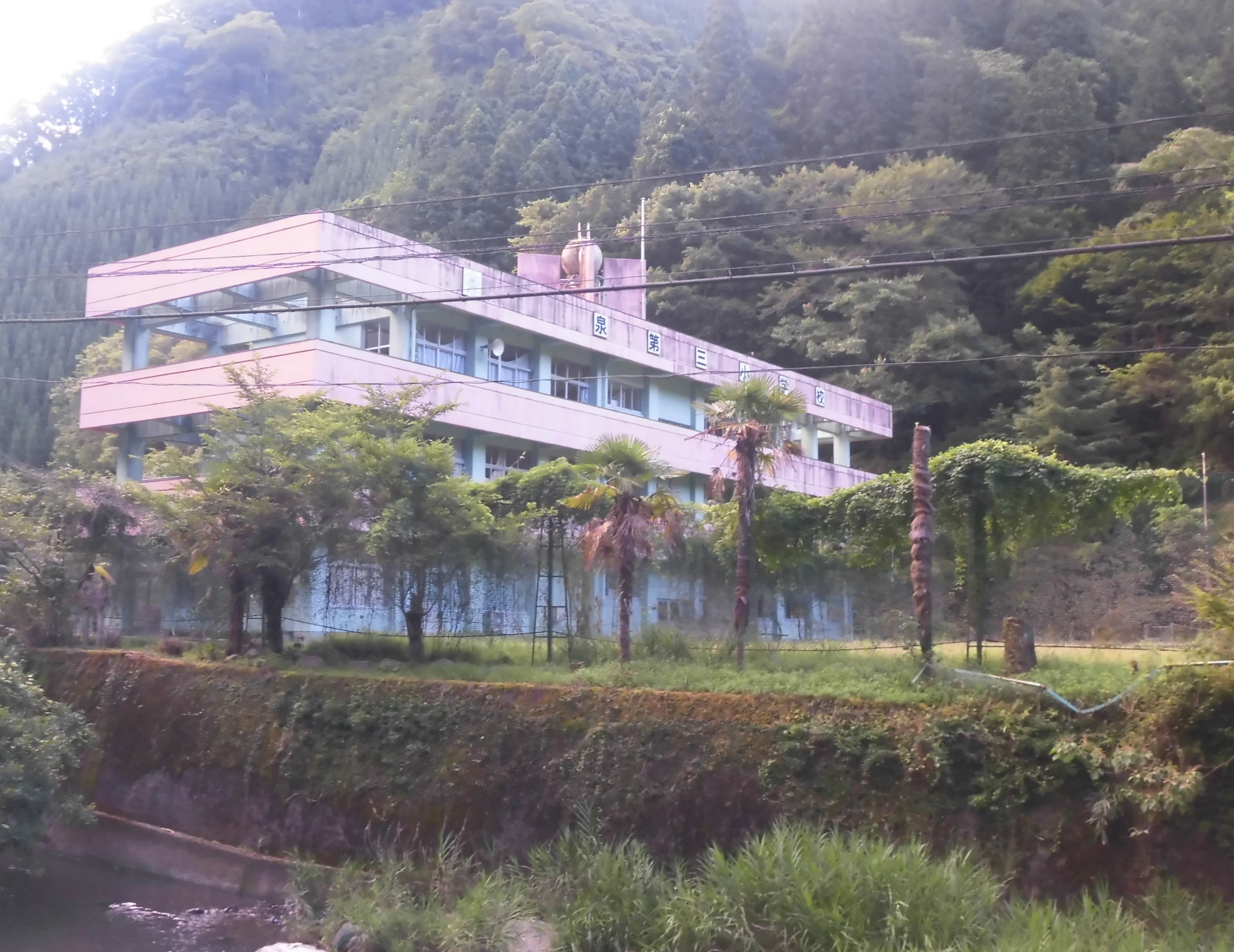
校舎（道路側から）

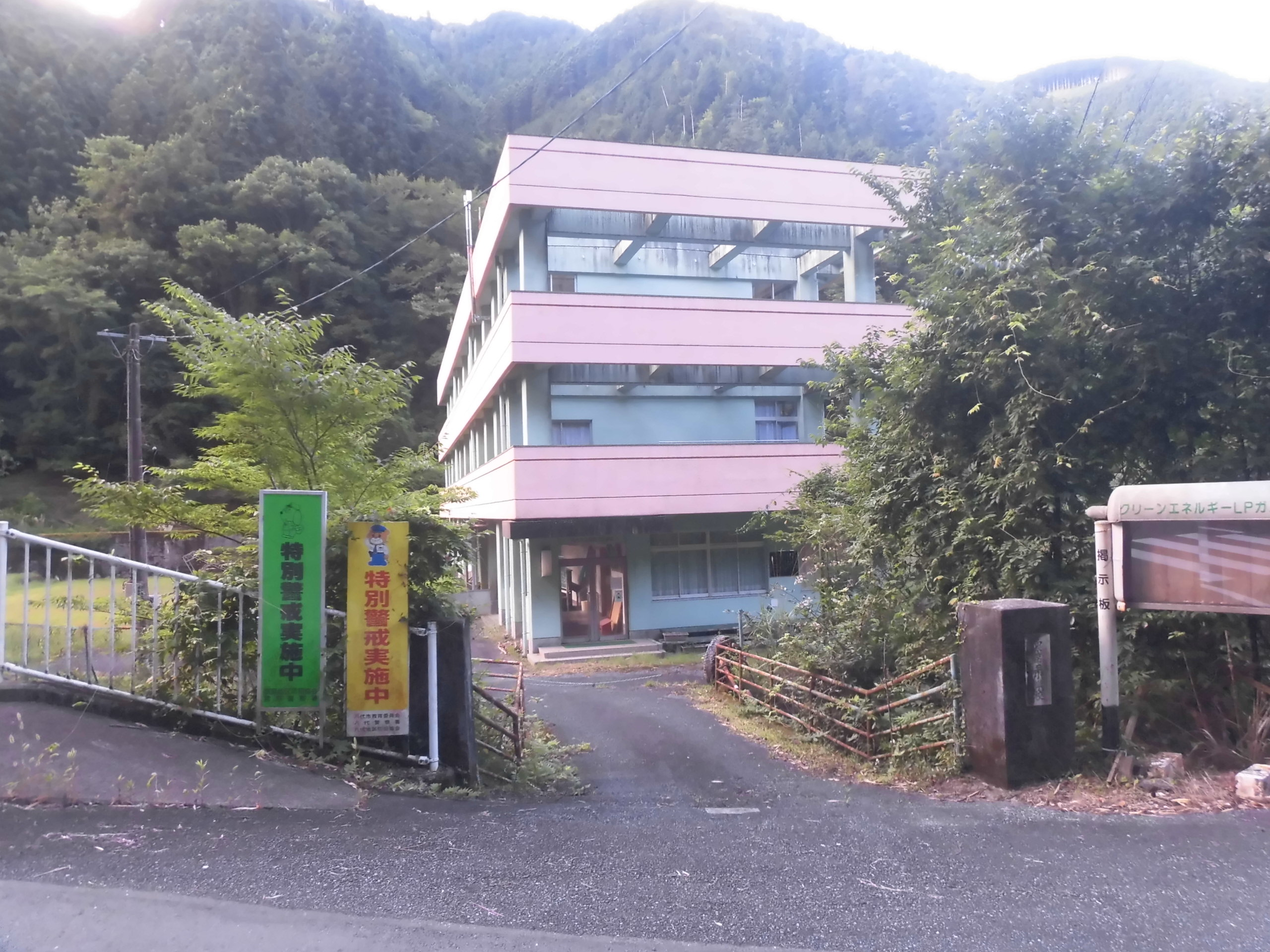
校舎（正門から）

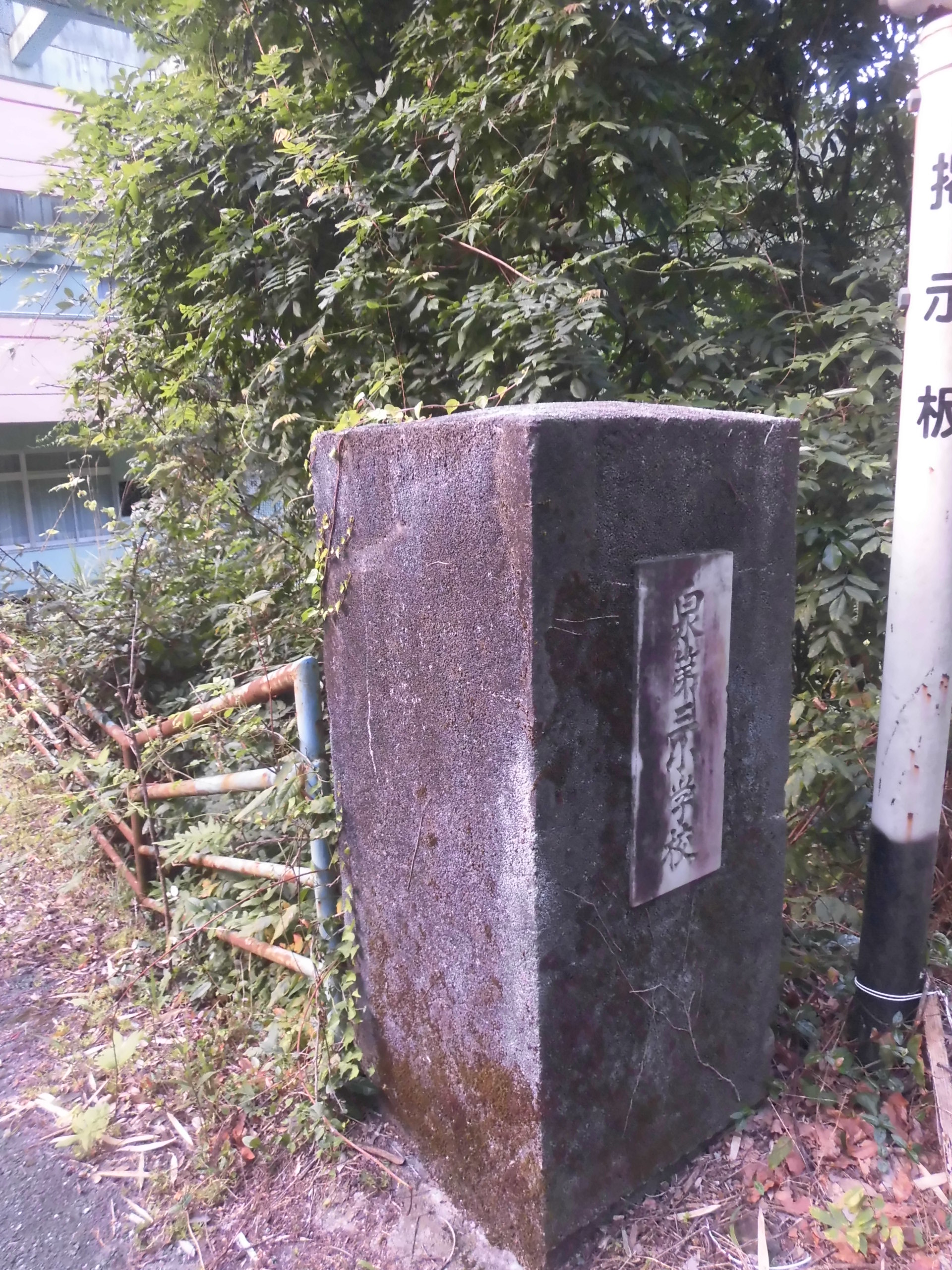
正門

八代市立泉第三小学校（やつしろしりつ いずみだいさんしょうがっこう）は、かつて熊本県八代市泉町柿迫にあった小学校。
2012年（平成24年）3月末をもって休校。2年後の2014年（平成26年）3月末をもって閉校し、八代市立泉小中学校（小中一貫校）に統合された。

## 概要
歴史
1881年（明治14年）創立。創立131年を迎えた2012年（平成24年）に休校した後、2年後の2014年（平成26年）に閉校し、133年の歴史に幕を閉じた。
校章
中央に校名の略称である「泉三」の文字（縦書き）を配している。
校歌
通学区域
八代市泉町のうち「柿迫地区（一部）」。中学校区は八代市立泉中学校であった。

## 沿革
泉第三小学校
- 1881年（明治14年）- 岩奥に「柿迫小学校」が創立。
- 1885年（明治18年）- 木葉に派出授業所が設置される。
- 1886年（明治19年）- 小学校令施行により、簡易科（3年制）を設置の上、「簡易柿迫小学校 東部支校」となる。深山支校が設置される。
- 1888年（明治21年）- 岩奥支校と深山支校を統合の上、「一ッ氏授業所」が設置される。
- 1889年（明治22年）4月1日 - 町村制施行により、八代郡「柿迫村」が発足。この年、肥後平（上河合場）に校舎が完成。
- 1890年（明治23年）- 「尋常柿迫小学校 東部支校」に改称。
- 1892年（明治25年）- 「柿迫東部尋常小学校」と改称。
- 1908年（明治41年）- 改正小学校令により、尋常科（義務教育年限）が4年制から6年制に改められる。尋常科5年を新設。板木分教場を設置。
- 1909年（明治42年）- 尋常科6年を新設。
- 1939年（昭和14年）- 高等科（2年制）を併置の上、「柿迫東部尋常高等小学校」と改称。
- 1941年（昭和16年）4月1日 - 国民学校令施行により、「柿迫村柿迫東部国民学校」と改称。尋常科を初等科に改める。
- 1947年（昭和22年）4月1日 - 学制改革（六・三制の実施）により、「柿迫村立柿迫東部小学校」と改称。板木分教場が「柿迫村立板木小学校」として独立。
- 1952年（昭和27年）- 木造校舎が完成。
- 1954年（昭和29年）10月1日 - 「泉村立泉第三小学校」と改称。
- 1981年（昭和56年）- 創立100周年記念式典を挙行。
- 1983年（昭和58年）- 鉄筋コンクリート造新校舎が完成。
- 1997年（平成9年）4月1日 - 泉村立泉第四小学校を統合。
- 2005年（平成17年）8月1日 - 「八代市立泉第三小学校」（最終名）と改称。
- 2012年（平成24年）4月1日 - 休校となり、在校生の3名は八代市立泉第二小学校へ転出。
- 2014年（平成26年）3月31日 - 閉校。閉校後は、小学校3校（泉第一・泉第二・泉第三）および中学校1校（泉）が統合の上、八代市立泉小中学校（小中一貫校）が開校。校舎・校地は泉中学校のものを継承。

旧・泉第四小学校
- 1908年（明治41年）- 「柿迫東部尋常小学校 板木分教場」が設置される。
- 1939年（昭和14年）- 「柿迫東部尋常高等小学校 板木分教場」と改称。
- 1941年（昭和16年）4月1日 - 「柿迫村柿迫国民学校 板木分教場」と改称。尋
- 1947年（昭和22年）4月 - 柿迫村立柿迫小学校より分離の上、「柿迫村立板木小学校」として独立。
- 1954年（昭和29年）10月1日 - 「泉村立泉第四小学校」と改称。
- 1989年（平成元年）3月31日 - 休校となる。
- 1997年（平成9年）4月1日 - 泉村立泉第三小学校への統合により閉校[2]。
  - 最終所在地 - 〒869-4401 熊本県八代市泉町柿迫8891番地

## 交通アクセス
最寄りの鉄道駅
- JR九州 鹿児島本線 「有佐駅」

最寄りの幹線道路
- 熊本県道159号樅木河合場線
- 熊本県道52号小川泉線

## 周辺
- 氷川
- 八代市役所八代市泉支所 八代市柿迫いきがいセンター
- 熊本県立八代農業高等学校泉分校